# 337 до н. е.

## Події
- Коринфський союз

## Померли
- Аріобарзан II Ктіст
- філософ-легіст періоду Чжаньго Шень Бухай
- тиран Гераклеї Понтійської Тімофей Гераклейський
- тиран Сіракуз Діонісій Молодший